# Mroczak
Mroczak (Vespertilio) – rodzaj ssaków z podrodziny mroczków (Vespertilioninae) w obrębie rodziny mroczkowatych (Vespertilionidae).

## Rozmieszczenie geograficzne
Rodzaj obejmuje gatunki występujące w Eurazji.

## Morfologia
Długość ciała (bez ogona) 48–80 mm, długość ogona 37–54 mm, długość ucha 14–21 mm, długość tylnej stopy 8,4–16 mm, długość przedramienia 40,8–55 mm; masa ciała 10–30 g.

## Systematyka
Rodzaj zdefiniował w 1758 roku szwedzki przyrodnik Karol Linneusz w 10. wydaniu Systema Naturae, publikacji swojego autorstwa dotyczącej klasyfikacji zwierząt, roślin i minerałów. Linneusz wymienił kilka gatunków – Vespertilio leporinus Linnaeus, 1758, Vespertilio perspicillatus Linnaeus, 1758, Vespertilio spectrum Linnaeus, 1758, Vespertilio auritus Linnaeus, 1758, Vespertilio murinus Linnaeus, 1758, Vespertilio vampyrus Linnaeus, 1758 i Vespertilio spasma Linnaeus, 1758 – nie wskazując gatunku typowego; gatunkiem typowym jest (późniejsze oznaczenie) Vespertilio murinus Linnaeus, 1758 (mroczak posrebrzany).

### Etymologia
- Vespertilio: łac. vespertilio ‘nietoperz’, prawdopodobnie od vespertinus ‘wieczorny, zmierzchowy’, od vesper, vesperis ‘wieczór’[14].
- Vesperus: łac. vesperus ‘wieczorny’, od vesper, vesperis ‘wieczór’[15]. Gatunek typowy: autorzy wymienili kilka gatunków – Vesperugo nilssonii Keyserling & J.H. Blasius, 1839, Vespertilio serotinus von Schreber, 1774, Vespertilio savii Bonaparte, 1837, Vespertilio aristippe Bonaparte, 1837 (= Vespertilio savii Bonaparte, 1837), Vespertilio leucippe Bonaparte, 1837(= Vespertilio savii Bonaparte, 1837) i Vespertilio discolor Kuhl, 1817 (= Vespertilio murinus Linnaeus, 1758) – z których gatunkiem typowym jest  Vespertilio discolor Kuhl, 1819 (= Vespertilio murinus Linnaeus, 1758).
- Vesperugo: łac. vesperugo ‘nietoperz’, od vesper, vesperis ‘wieczór’[15]. Gatunek typowy: autorzy wymienili kilka gatunków – Vespertilio leisleri Kuhl, 1817, Vespertilio noctula von Schreber, 1774, Vespertilio kuhlii Kuhl, 1817, Vespertilio albo-limbatus Küster, 1835 (= Vespertilio kuhlii Kuhl, 1817), Vespertilio alcythoe Bonaparte, 1837 (= Vespertilio kuhlii Kuhl, 1817), Vesperugo nathusii Keyserling & J.H. Blasius, 1839 i Vespertilio pipistrellus von Schreber, 1774 i Vespertilio discolor Kuhl, 1819 (= Vespertilio murinus Linnaeus, 1758) – z których gatunkiem typowym jest Vespertilio discolor Kuhl, 1819 (= Vespertilio murinus Linnaeus, 1758).
- Meteorus: gr. μετεωρο meteōro ‘meteor’[16]. Gatunek typowy: Kolenati wymienił pięć gatunków – Vesperugo nilssonii Keyserling & J.H. Blasius, 1839, Vespertilio discolor Kuhl, 1819 (= Vespertilio murinus Linnaeus, 1758), Vespertilio leucippe Bonaparte, 1837 (= Vespertilio savii Bonaparte, 1837), Vespertilio aristippe Bonaparte, 1837 (= Vespertilio savii Bonaparte, 1837) i Vespertilio savii Bonaparte, 1837 – nie wyznaczając gatunku typowego.
- Aristippe: według Palmera nazwa własna o niejasnym zastosowaniu[17]. Gatunek typowy: Kolenati wymienił dwa gatunki – Vespertilio discolor Kuhl, 1819 (= Vespertilio murinus Linnaeus, 1758) i Vesperugo nilssonii Keyserling & J.H. Blasius, 1839 – nie wyznaczając gatunku typowego.
- Marsipolaemus: gr. μαρσιπος marsipos ‘kieszonka, woreczek’; λαιμος laimos ‘gardło’[18]. Gatunek typowy (oznaczenie monotypowe): Vesperus (Marsipolaemus) albigularis W.C.H. Peters, 1872 (= Vespertilio murinus Linnaeus, 1758).
- Adelonycteris: gr. αδηλος adēlos ‘ciemny, mroczny’; νυκτερις nukteris, νυκτεριδος nukteridos ‘nietoperz’[19].

### Podział systematyczny
Do rodzaju należą dwa występujące współcześnie gatunki:
| Grafika | Gatunek              | Autor i rok opisu     | Nazwa zwyczajowa    | Podgatunki         | Rozmieszczenie geograficzne | Podstawowe wymiary                                     | Status IUCN |
| ------- | -------------------- | --------------------- | ------------------- | ------------------ | --- | ------------------------------------------------------ | ----------- |
|         | Vespertilio murinus  | Linnaeus, 1758        | mroczak posrebrzany | 2 podgatunki       | większość Europy i Azji do północno-wschodniej Chińskiej Republiki Ludowej, północno-wschodniej Korei Północnej oraz Japonii, zapisy z południowo-wschodniej Arabii; zakres wysokości: 0–3400 m n.p.m. | DC: 4,8–6,4 cm DO: 3,7–4,4 cm DP: 4,1–5 cm MC: 10–24 g | LC          |
|         | Vespertilio sinensis | (W.C.H. Peters, 1880) | mroczak orientalny  | gatunek monotypowy | Rosja (południowa Syberia i południowy Rosyjski Daleki Wschód), wschodnia Mongolia, środkowa i wschodnia Chińska Republika Ludowa, Półwysep Koreański, Japonia oraz Tajwan; zakres wysokości: 0–1900 m | DC: 5,8–8 cm DO: 3,4–5,4 cm DP: 4,3–5,5 cm MC: 14–30 g | LC          |

Kategorie IUCN:  LC  – gatunek najmniejszej troski.
Opisano również gatunek wymarły z plejstocenu dzisiejszych Węgier:
- Vespertilio villanyiensis Horáček, 1997